# 中野区立西中野小学校
中野区立西中野小学校（なかのくりつ にしなかのしょうがっこう）は、東京都中野区白鷺三丁目にあった公立小学校。

## 概要
少子化による児童減少のため、2023年度をもって中野区立鷺宮小学校と統合され閉校。統合後の新校舎は中野区立第八中学校跡地に位置する。名称は、中野区立鷺の杜小学校。

## 沿革
- 1962年
  - 4月1日 - 中野区立鷺宮小学校の分校として設置認可
  - 4月6日 - 分校開設
- 1965年4月1日 - 分校から独立し、中野区立西中野小学校となる
- 2024年3月25日[2] -中野区立鷺宮小学校と統合のため閉校

## 交通
- 最寄駅：西武新宿線 鷺ノ宮駅

## 関連事項
- 東京都小学校一覧
- 中野区立第八中学校